# Salix pyrifolia
Salix pyrifolia — вид квіткових рослин із родини вербових (Salicaceae).

## Морфологічна характеристика

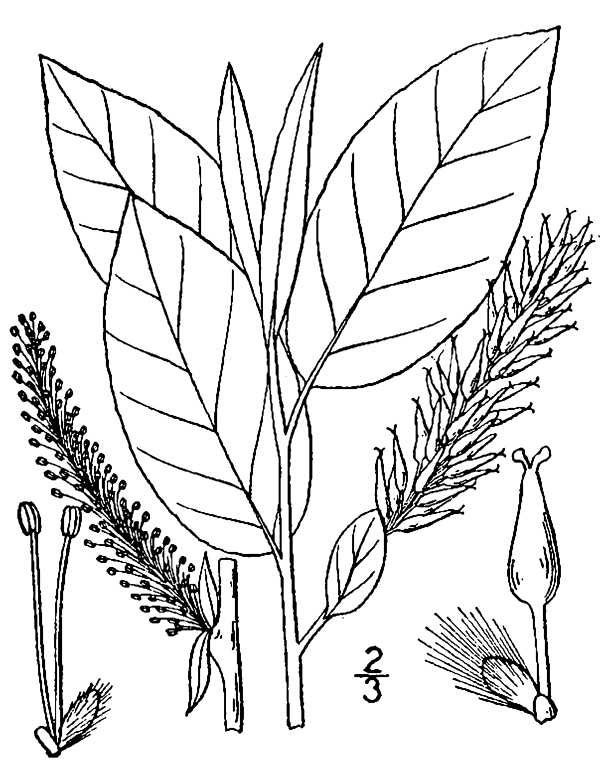
ілюстрація

Це кущ чи, рідко, мале дерево 4–40 дм заввишки. Гілки червоно-коричневі, не сизі, (сильно блискучі), голі; гілочки червоно-коричневі, жовто-коричневі або жовтуваті (не або слабо сизі), голі. Листки ніжки 7–20 мм; найбільша листкова пластина вузько видовжена, довгаста, еліптична або широкоеліптична, 30–103 × 19–40 мм, краї плоскі або злегка закручені, зубчасті, неправильно зазубрені чи городчасті, верхівка гостра чи загострена, абаксіальна (низ) поверхня тьмяна, гола, абаксіально злегка чи сильно блискуча, гола; молода пластинка напівпрозора, гола чи волосиста біля осі, волоски білі. Суцвіття — сережка від 3 до 5 сантиметрів завдовжки. Коробочка 7–8 мм. 2n = 38.

## Середовище проживання
Канада (Юкон, Альберта, Британська Колумбія, Лабрадор, Манітоба, Нью-Брансвік, о. Ньюфаундленд, Північно-Західні території, Нова Шотландія, Онтаріо, о. Принца Едуарда, Квебек, Саскачеван) й США (Вісконсін, Вермонт, Нью-Йорк, Нью-Гемпшир, Міннесота, Мічиган, Мен). Населяє болота, береги вологих озер і боліт, лісові болотисті місцевості; 0–300 метрів (до 1600 м в субальпійському поясі).

## Використання
Виростаючи в суворих і важких умовах, як і багато верб (їх можна зустріти в межах полярного кола, в горах і навіть у пустелі), види Salix часто використовувалися як джерело їжі в надзвичайних ситуаціях. Вони справді часто є улюбленим джерелом їжі для птахів і ссавців, і хоча небагато видів можуть претендувати на кулінарну досконалість для людей, молоді пагони та внутрішня кора їстівні як сирими, так і вареними. Хоча немає конкретної інформації щодо цього виду, але внутрішню кору можна їсти свіжою або її можна висушити, подрібнити в порошок, а потім додати до борошна для приготування хліба тощо. Вона має дуже гіркий смак, молоді пагони також дещо гіркі та не дуже апетитні.
Кору використовують як шлунковий засіб. Кора, гілки, листя, листові бруньки та квіткові бруньки всіх видів Salix містять фенольні глікозиди, зокрема саліцин і салікортин. Кількість цих сполук може сильно відрізнятися між видами і навіть у географічних расах одного виду. Смак є простим тестом для визначення рівня цих сполук: чим гіркіший смак, тим більше сполук він містить. Саліцин має кілька цінних лікувальних властивостей. Зокрема, це ефективний протизапальний і болезаспокійливий засіб, а також цінний жарознижувальний засіб. Сучасна медицина використовувала саліцин як шлях до виробництва звичайного болезаспокійливого аспірину.
Придатний для дублення, з вмістом таніну до 10,87%. Можна також використовувати для плетіння. 